# Yang Dong-geun
Yang Dong-geun (en hangul, 양동근; en hanja, 梁東根; nacido el 1 de junio de 1979), también conocido con las iniciales YDG, es un actor, rapero, cantautor, productor discográfico y bailarín de breakdance surcoreano.

## Biografía
Yang se especializó en Interpretación Teatral en la Universidad de Yong-In.
Se alistó para el servicio militar obligatorio en mayo de 2008 y estuvo los siguientes veintiún meses en servicio activo. Durante ese tiempo protagonizó el musical militar Mine con Kangta. Se trata de la historia real de la vida del teniente Lee Jong-myung, quien perdió las piernas en la explosión de una mina terrestre cerca de la zona desmilitarizada entre Corea del Norte y Corea del Sur, en junio de 2000, cuando salvó a su compañero soldado Sul Dong-seob de un campo minado.
Yang y su esposa Park Ga-ram tienen dos hijos y una hija. Esta última, llamada Joy, ha aparecido en The Return of Superman junto con las hijas de los actores In Gyo-jin y Oh Ji-ho.

## Carrera profesional
Su proyecto de regreso después de ser dado de baja del ejército fue en la película Grand Prix con Kim Tae-hee. Fue elegido como el protagonista masculino Lee Woo-suk después de que Lee Joon-gi tuviera que retirarse, debido a que la Administración de Recursos Humanos Militares rechazó su solicitud de posponer el alistamiento para el servicio militar. Se unió como miembro del programa de variedades de KBS The Return of Superman con su hija Yang Joy en 2016.

## Filmografía

### Series de televisión
| Año     | Título                                   | Papel                             | Canal   | Notas                       | Ref.          |
| ------- | ---------------------------------------- | --------------------------------- | ------- | --------------------------- | ------------- |
| 1986    | Three Families Under One Roof            |                                   | MBC     |                             |               |
| 1987    | Tappuri                                  |                                   | KBS     |                             |               |
| 1989    | Carousel                                 |                                   | KBS1    |                             |               |
| 1989    | Crescent Moon and Night                  |                                   | MBC     | MBC Best Theater            |               |
| 1990    | Seoul Earthen Bowl                       | Jang Soo-gon                      | KBS     |                             |               |
| 1991    | Hyung (Mi hermano mayor)                 | Dong-hoon de joven                | KBS2    |                             |               |
| 1992    | Gwanchon Essay                           |                                   | SBS     |                             |               |
| 1995    | New Generation Report: Adults Don't Know |                                   | KBS1    |                             |               |
| 1996    | Three Guys and Three Girls               |                                   | MBC     |                             |               |
| 1999    | Escuela                                  | Jo Suk-ho                         | KBS2    |                             |               |
| 1999    | Ad Madness                               | Hwang Dae-joo                     | KBS2    |                             |               |
| 2000    | He Got Off at The Train Station          |                                   | KBS2    | Drama City                  |               |
| 2000    | New Nonstop                              | Yang Dong-geun                    | MBC     |                             |               |
| 2000    | 8.15 Drama "Seongam Island"              |                                   | MBC     |                             |               |
| 2001    | The Full Sun                             | Choi Dong-pal                     | KBS2    |                             |               |
| 2002    | Ruler of Your Own World                  | Ko Bok-su                         | MBC     |                             |               |
| 2006    | Dr. Kkang                                | Kang Dal-go                       | MBC     |                             |               |
| 2007    | I Am Sam                                 | Jang Yi-san                       | KBS2    |                             |               |
| 2012    | Hero                                     | Kim Heuk-chul                     | OCN     |                             |               |
| 2014    | The Three Musketeers                     | Heo Seung-po                      | tvN     |                             |               |
| 2016    | My Fair Lady                             | Cameo                             | KBS2    |                             |               |
| 2017    | Missing Nine                             | Yoon Tae-young                    | MBC     |                             |               |
| 2017    | The Bride of Habaek                      | Joo Dong                          | tvN     |                             |               |
| 2017    | Borg Mom                                 | Choi Go-bong                      | MBC     |                             |               |
| 2018    | The Third Charm                          | Lee Dong-jae                      | JTBC    |                             | [ 9 ]         |
| 2018    | My Secret Terrius                        | Cha jung-il                       | MBC     |                             |               |
| 2020    | 365: Repeat the Year                     | Bae Jung-tae                      | MBC     |                             | [ 10 ]        |
| 2021    | Lost                                     | Woo-nam                           | JTBC    |                             | [ 11 ]        |
| 2021    | Emergency                                | Doctor Yang                       |         | Serie web, comedia médica   | [ 12 ]        |
| 2021    | Floor                                    | Actor independiente               |         | Serie web, audiodrama       | [ 13 ]        |
| 2022    | Cheer Up                                 | Bae Young-woong                   | SBS     |                             | [ 2 ] [ 14 ]  |
| 2022    | The Forbidden Marriage                   | Jo Seong-gyun                     | MBC     |                             | [ 15 ] [ 16 ] |
| 2022    | The King of the Desert                   | Dong-hyeon                        |         | Serie web                   | [ 17 ]        |
| 2022    | Connect                                  | Músico Z                          |         | Serie web                   | [ 18 ]        |
| 2023    | Moving                                   | Jung Joon-hwa                     | Disney+ | Serie web                   | [ 19 ] [ 20 ] |
| 2024    | Borrador de malos recuerdos              | Comentarista del partido de tenis | MBN     | Aparición especial          | [ 21 ]        |
| 2024-25 | El juego del calamar                     | Park Yong-sik                     | Netflix | Serie web, temporadas 2 y 3 | [ 22 ]        |

### Películas
| Año  | Título                                     | Papel                     | Notas      | Ref.          |
| ---- | ------------------------------------------ | ------------------------- | ---------- | ------------- |
| 1991 | Súper Hong Gil-dong 5 – 부채 도사와 홍길동 | Dol-yi                    |            |               |
| 1992 | 해룡이와 달자의 추억의 책가방              |                           |            |               |
| 1998 | Zzang (The Best)                           | Yang Jong-gu              |            |               |
| 1999 | White Valentine                            | Han-seok                  |            |               |
| 1999 | Dance Dance                                | Soon-do                   |            |               |
| 2000 | Bloody Beach                               | Jae-seung                 |            |               |
| 2001 | Address Unknown                            | Chang-guk                 |            |               |
| 2002 | Bet on My Disco                            | Wang Seok-gi              |            |               |
| 2003 | Wild Card                                  | Bang Je-su                |            |               |
| 2004 | The Last Wolf                              | Choi Cheol-kwon           |            |               |
| 2004 | Fighter in the Wind                        | Choi Bae-dal              |            |               |
| 2006 | Monopoly                                   | Na Kyung-ho               |            |               |
| 2010 | Grand Prix                                 | Lee Woo-seok              |            |               |
| 2011 | The Perfect Game                           | Sun Dong-yeol             |            |               |
| 2012 | Love 911                                   | Detective Bang Je-su      | Cameo      |               |
| 2013 | Days of Wrath                              | Chang-shik                |            |               |
| 2013 | Rough Play                                 | Kang Bin                  | Cameo      |               |
| 2013 | Black Gospel                               | Él mismo                  | Documental |               |
| 2020 | Night of the Undead                        | Dr. Jang                  |            | [ 23 ]        |
| 2022 | Yaksha: operaciones despiadadas            | Jefe Hong                 |            | [ 24 ] [ 25 ] |
| —    | Starlight Falls                            | Propietario de cervecería |            | [ 26 ]        |

### Espectáculos de variedades
| Año  | Título                      | Canal | Papel                                           | Ref.          |
| ---- | --------------------------- | ----- | ----------------------------------------------- | ------------- |
| 2014 | Show Me the Money 3         | Mnet  | Productor del Equipo YDG                        |               |
| 2016 | The Return of Superman      | KBS2  | Él mismo, con sus hijos                         |               |
| 2016 | Unpretty Rapstar 3          | Mnet  | Presentador                                     |               |
| 2017 | Law of the Jungle in Komodo | SBS   | Miembro del reparto (episodios 274-278)         | [ 27 ]        |
| 2017 | King of Mask Singer         | MBC   | Concursante como «Columbus» (episodio 125)      | [ 28 ]        |
| 2020 | King of Mask Singer         | MBC   | Concursante como «Sergeant» (episodios 261-262) | [ 29 ] [ 30 ] |
| 2021 | Master of Life              | SBS   | Narrador                                        | [ 31 ] [ 32 ] |

## Teatro
| Año       | Título                 | Papel         | Ref.                 |
| --------- | ---------------------- | ------------- | -------------------- |
| 2005      | Offending the Audience |               | [ 33 ] [ 34 ] [ 35 ] |
| 2008      | Mine                   | Kang Bong Tae |                      |
| 2015-2017 | In the Heights         | Usnavi        |                      |

## Embajada
Embajador de relaciones públicas del grupo mundial de voluntarios médicos Green Doctors (2022).

## Premios y nominaciones
| Año  | Premios                                        | Categoría                                                 | Papel                   | Resultado | Ref.   |
| ---- | ---------------------------------------------- | --------------------------------------------------------- | ----------------------- | --------- | ------ |
| 1991 | 27th Baeksang Arts Awards                      | Mejor actor joven                                         | Hyung                   | Ganador   |        |
| 1991 | KBS Drama Awards                               | Mejor actor joven                                         | Hyung                   | Ganador   |        |
| 2001 | 21st Korean Association of Film Critics Awards | Mejor actor revelación                                    | Address Unknown         | Ganador   |        |
| 2001 | MBC Entertainment Awards                       | Premio a la gran excelencia en una comedia de situación   | New Nonstop             | Ganador   |        |
| 2002 | MBC Drama Awards                               | Premio a la excelencia, Actor en una Miniserie            | Ruler of Your Own World | Ganador   |        |
| 2002 | MBC Drama Awards                               | Actor de televisión del año (elegido por los periodistas) | Ruler of Your Own World | Ganador   |        |
| 2002 | MBC Drama Awards                               | Actor de televisión del año (elegido por los internautas) | Ruler of Your Own World | Ganador   |        |
| 2003 | 39th Baeksang Arts Awards                      | Mejor actor revelación (televisión)                       | Ruler of Your Own World | Ganador   |        |
| 2003 | 1st Korea Fashion World Awards                 | Mejor vestido, categoría Cine                             | —                       | Ganador   |        |
| 2004 | 27th Golden Cinematography Awards              | Actor más popular                                         | Wild Card               | Ganador   |        |
| 2004 | 41st Grand Bell Awards                         | Mejor actor                                               | Wild Card               | Nominado  |        |
| 2006 | 1st Anniversary of the Police Film Festival    | Placa de Agradecimiento                                   | —                       | Ganador   |        |
| 2009 | Award from the Army Chief of Staff             | -                                                         | —                       | Ganador   |        |
| 2017 | Award from the Army Chief of Staff             | Premio Especial en comedias de situación                  | Borg Mom                | Ganador   |        |
| 2022 | SBS Drama Awards                               | Mejor actor de reparto                                    | Cheer Up                | Nominado  | [ 37 ] |
| 2022 | SBS Drama Awards                               | Mejor trabajo en equipo                                   | Cheer Up                | Ganador   | [ 38 ] |
| 2022 | MBC Drama Awards                               | Mejor actor de reparto                                    | The Forbidden Marriage  | Nominado  | [ 39 ] |